# Semiothisa orthostates
Semiothisa orthostates là một loài bướm đêm trong họ Geometridae.